# Chrysobothris vulcanica
Chrysobothris vulcanica es una especie de escarabajo del género Chrysobothris, familia Buprestidae. Fue descrita científicamente por LeConte en 1861.